# Deutscher Lusitanistenverband
Der Deutsche Lusitanistenverband e. V. (DLV) (portugiesisch Associação Alemã de Lusitanistas) ist ein wissenschaftlicher Fachverband mit Sitz in Frankfurt am Main. Seit seiner Gründung im Jahre 1993 versteht sich der DLV als ein Forum für alle diejenigen, die in den deutschsprachigen Ländern auf dem Gebiet der Lusitanistik forschen und lehren oder im Ausland zur Lusitanistik publizieren. Offizielle Sprachen des Verbandes sind Deutsch und Portugiesisch, als kooffizielle Sprache ist auch Galicisch vertreten.

## Ziele des Deutschen Lusitanistenverbandes
Der Deutsche Lusitanistenverband verfolgt folgende Ziele:
- Förderung und Verbreitung des Portugiesischunterrichts sowie der Kenntnis von Geschichte, Kultur, Literatur und Sprache(n) aller portugiesischsprachigen Länder und Galiciens an Schulen, Volkshochschulen und Hochschulen des gesamten deutschen Sprachraums.
- Förderung der fachwissenschaftlichen Zusammenarbeit, Forschung und Fachdidaktik auf dem Gebiet der Lusitanistik innerhalb des gesamten deutschen Sprachraums sowie zwischen dem deutschsprachigen Raum und der übrigen Fachwelt.
- Organisation und Durchführung von wissenschaftlichen Tagungen und Kolloquien auf dem Gebiet der Lusitanistik. Hierzu gehört insbesondere die Durchführung eines „Deutschen Lusitanistentags“ im Zweijahresrhythmus.
- Zusammenarbeit mit anderen nationalen und internationalen Schul-, Volkshochschul- und Hochschulverbänden, welche die Belange der Lusitanistik, der Gesamthispanistik oder der Romanistik im Allgemeinen vertreten.

## Lusitanistentage
Der Deutsche Lusitanistenverband veranstaltet seit 1995 alle zwei Jahre den Deutschen Lusitanistentag. Hierbei handelt es sich in erster Linie um eine Tagung deutschsprachiger Sprach- und Literaturwissenschaftler, die auf dem Gebiet der Lusitanistik (Brasilianistik, Portugalistik, Afrolusitanistik, Kreolistik, Galicistik) lehren und forschen. Als Vortrags- und Diskussionssprachen sind ausschließlich Deutsch, Portugiesisch und Galicisch zugelassen. Der 11. Deutsche Lusitanistentag wurde unter dem Rahmenthema Umbrüche und Aufbrüche – die portugiesischsprachige Welt in Bewegung"“ / „O mundo lusófono em movimento – (r)evoluções e transformações vom 16. bis 19. September 2015 an der RWTH Aachen veranstaltet. Innerhalb 16 thematischer Sektionen wurden 217 wissenschaftliche Vorträge gehalten.

## Georg-Rudolf-Lind-Förderpreis für Lusitanistik
Der Deutsche Lusitanistenverband prämiert im Zweijahresrhythmus herausragende Qualifikationsarbeiten im Fach Lusitanistik.